# Echinohelea barbelensis
Echinohelea barbelensis är en tvåvingeart som beskrevs av Meillon 1960. Echinohelea barbelensis ingår i släktet Echinohelea och familjen svidknott.
Artens utbredningsområde är Liberia. Inga underarter finns listade i Catalogue of Life.